# Эстев, Максим
Макси́м Эсте́в (фр. Maxime Estève; родился 26 мая 2002, Монпелье, Франция) — французский футболист, центральный защитник клуба «Бернли».

## Футбольная карьера
Максим — уроженец одного из крупнейших городов на юге Франции, административного центра департамента Эро региона Окситания. Воспитанник клуба «Монпелье». 19 ноября 2019 подписал с клубом свой первый профессиональный контракт. С сезона 2019/2020 — игрок второй команды клуба. Дебютировал за неё 2 ноября 2019 года в поединке Насьональ 2 против «Стад Бордерле», выйдя на поле на замену на 90-й минуте. Всего в дебютном сезоне провёл 5 встреч. В сезоне 2020/2021 провёл за вторую команду Монпелье 6 встреч, отличился забитым мячом, поразившим ворота футбольного клуба «Агд».
Сезон 2021/2022 начал в основной команде «Монпелье». В Лиге 1 дебютировал в поединке первого тура против марсельского «Олимпика», выйдя в стартовом составе и проведя на поле весь матч.

## Статистика выступлений
| Клуб             | Сезон            | Лига             | Лига  | Лига | Кубок | Кубок | Междунар. | Междунар. | Всего | Всего |
| Клуб             | Сезон            | Лига             | Матчи | Голы | Матчи | Голы  | Матчи     | Голы      | Матчи | Голы  |
| ---------------- | ---------------- | ---------------- | ----- | ---- | ----- | ----- | --------- | --------- | ----- | ----- |
| Монпелье-II      | 2019/2020        | Насьональ 2      | 5     | 0    | 0     | 0     | 0         | 0         | 5     | 0     |
| Монпелье-II      | 2020/2021        | Насьональ 2      | 6     | 1    | 0     | 0     | 0         | 0         | 6     | 1     |
| Монпелье         | 2021/2022        | Лига 1           | 1     | 0    | 0     | 0     | 0         | 0         | 1     | 0     |
| Всего за карьеру | Всего за карьеру | Всего за карьеру | 12    | 1    | 0     | 0     | 0         | 0         | 12    | 1     |